# 四大天王 (廣東音樂)
四大天王指被公認為19世紀後半期至20世紀前半期，對廣東音樂的作曲及演奏等方面有重大貢獻的4位音樂家，包括：呂文成、尹自重、何大傻、程岳威（前期）、何浪萍（後期）。